# Bandjoun Station
Центр «Bandjoun Station» (англ. Bandjoun Station, фр. Gare de Bandjoun) — арт-центр на территории камерунской коммуны Банджун (Pète-Bandjoun, департамент Кунг-Кхи), открытый в 2008 году по инициативе художника Бартелеми Тогуо; включает в себя библиотеку, кинозал, пятнадцать выставочных залов для временных экспозиций и два помещения для представления постоянной коллекции произведений современного искусства; проводит выставки как местных авторов, так и международных художников.

## История и описание
Художественный центр «Bandjoun Station» был открыт в 2008 году на территории камерунской коммуны Банджун (Pète-Bandjoun, департамент Кунг-Кхи). Инициатором создания центра являлся художник Бартелеми Тогуо, родившийся на территории коммуны в апреле 1967 года — он учился в Высшей национальной школе изящных искусств в Абиджане (Кот-д’Ивуар), в Высшей школе искусств в Гренобле (Франция) и в Дюссельдорфской академии художеств (Германия). Галерея стала некоммерческим проектом, направленным на сохранение классического художественного наследия Африки и, одновременно, на создание новых произведений искусства.
Тогуо полагал, что во всех областях жизни — от сельского хозяйства и здравоохранения до культуры и спорта — африканское население должно принимать собственные решения. Для достижения столь «амбициозной» цели, Тогуо считал необходимым создание на Африканском континенте значительного числа «ярких и инновационных» структур, способных стимулировать творчество и стремление местного населения к культуре; умение реализовывать проекты на практике также должно было стать частью подобного опыта. Примером такого центра стала «творческая мастерская» «Bandjoun Station», расположенная на горном плато в Западном Камеруне — в 3 км от города Бафусам и в 300 км от городов Дуала и Яунде.
Центр разместился в двух отдельных зданиях: первое трёхэтажное основное строение художественной мастерской имеет высоту в 25 м; жилое пространство расположено в четырёхэтажном доме высотою в 22 м; оба здания были построены из железобетона. Покатая крыша строений «перекликается» с многовековыми местными архитектурными традициями; стены обоих зданий покрыты мозаикой, созданной по эскизам самого Тогуо. Зеркальные оконные стекла призваны отражать синеву африканского неба, придавая всему строению «современность». Стеклянный коридор на втором этаже позволяет посетителям перемещаться между зданиями.
Первое здание разделено на пять уровней, каждый из которых имеет площадь в 120 м²; в его подвале разместился зал для лекций и кинопоказов, а также — читальный зал. Первый и второй этажи предназначены для временных выставок, в то время как третий этаж представляет собой пространство, в котором размещена постоянная коллекция работ международных художников. Тогуо представил здесь свою коллекцию, которую он собрал во время общения с друзьями-художниками и европейским коллекционерами — представление в столь отдалённом регионе именно международной коллекции должно было помочь избежать «ловушки „африканского художественного гетто“». Второе здание имеет три уровня: первый этаж состоит из трех спален и одной столовой; второй и третий этажи вмещают двенадцать студий-мастерских; верхний этаж с мезонином является местом общего пользования.
Внутренний двор «Bandjoun Station» имеет площадь в 300 м² и спроектирован как театр под открытым небом — здесь проходят как театральные представления, так и публичные чтения, музыкальные концерты и ужины. Собственный сад позволяет коммуне художников иметь и некоторую самодостаточность. В период с 17 ноября 2017 по 30 октября 2018 года в залах «Bandjoun Station» прошла групповая выставка «Newwwar. It’s Just a Game?», в которой приняли участие 25 авторов.